# Mars de Nantes
Mars de Nantes (VIe siècle) est un hypothétique évêque de Nantes, présenté comme disciple de Saint Melaine, qui aurait exercé son ministère entre 537 et 541, avant de renoncer à sa charge pour devenir ermite. Son nom n'a donc pas été retenu dans les registres épiscopaux.
Le seul évêque de Nantes portant le nom de « Martius » a vécu au IVe siècle.
Il est célébré le 5 juillet.